# Maria Ressaová
Maria Ressaová (* 2. října 1963, Manila, Filipíny) je filipínsko-americká novinářka, která v roce 2012 spoluzaložila zpravodajský portál Rappler, jenž je jedním z nemnoha filipínských médií kritických vůči autoritářskému režimu prezidenta Rodriga Duterteho. V roce 2021 společně s ruským novinářem Dmitrijem Muratovem získala Nobelovu cenu míru.